# Gumaca
Gumaca (Bayan ng Gumaca) är en kommun i Filippinerna. Kommunen ligger på ön Luzon och tillhör provinsen Quezon. Folkmängden uppgår till 63 778 invånare.

## Bildgalleri

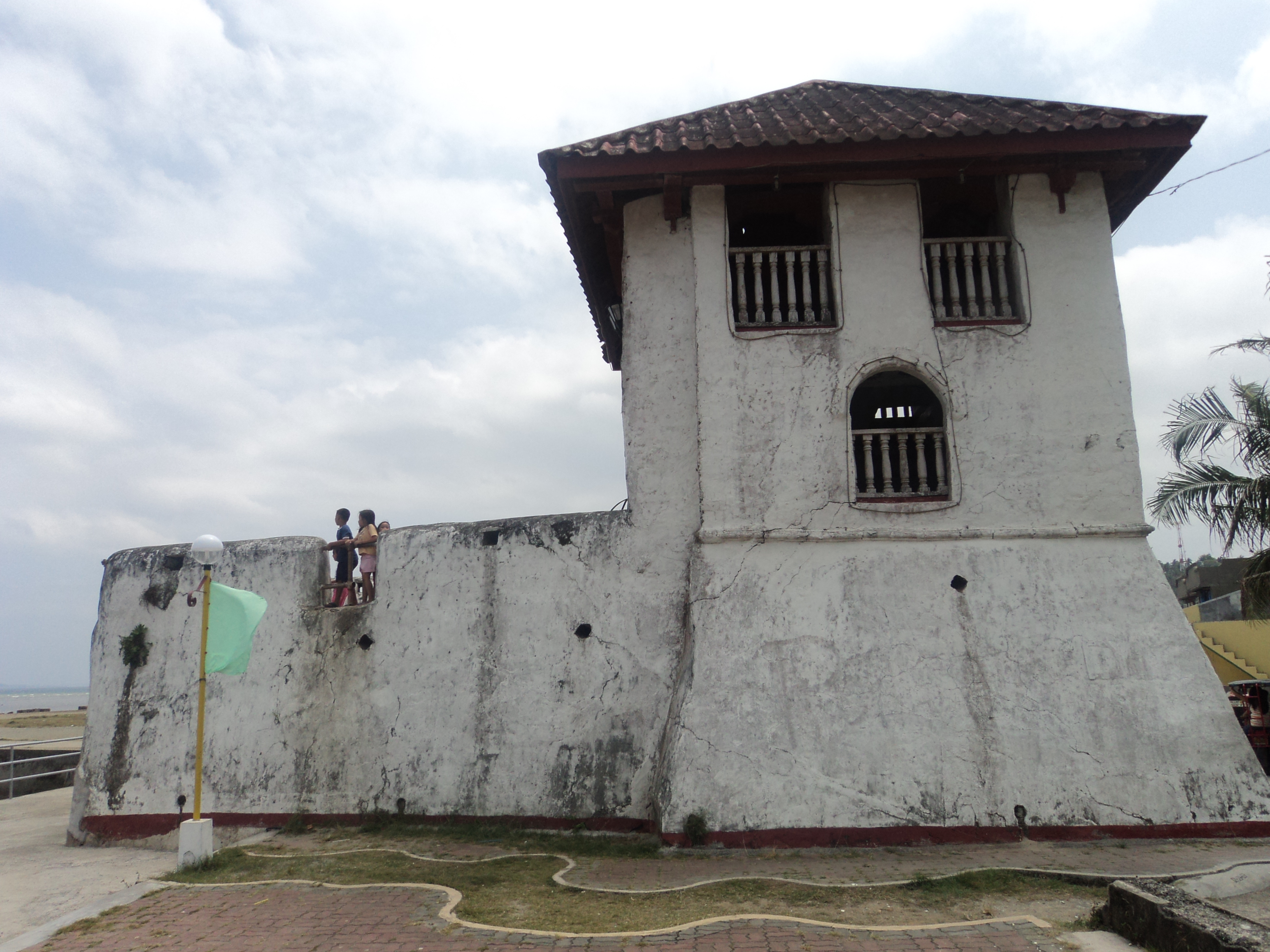
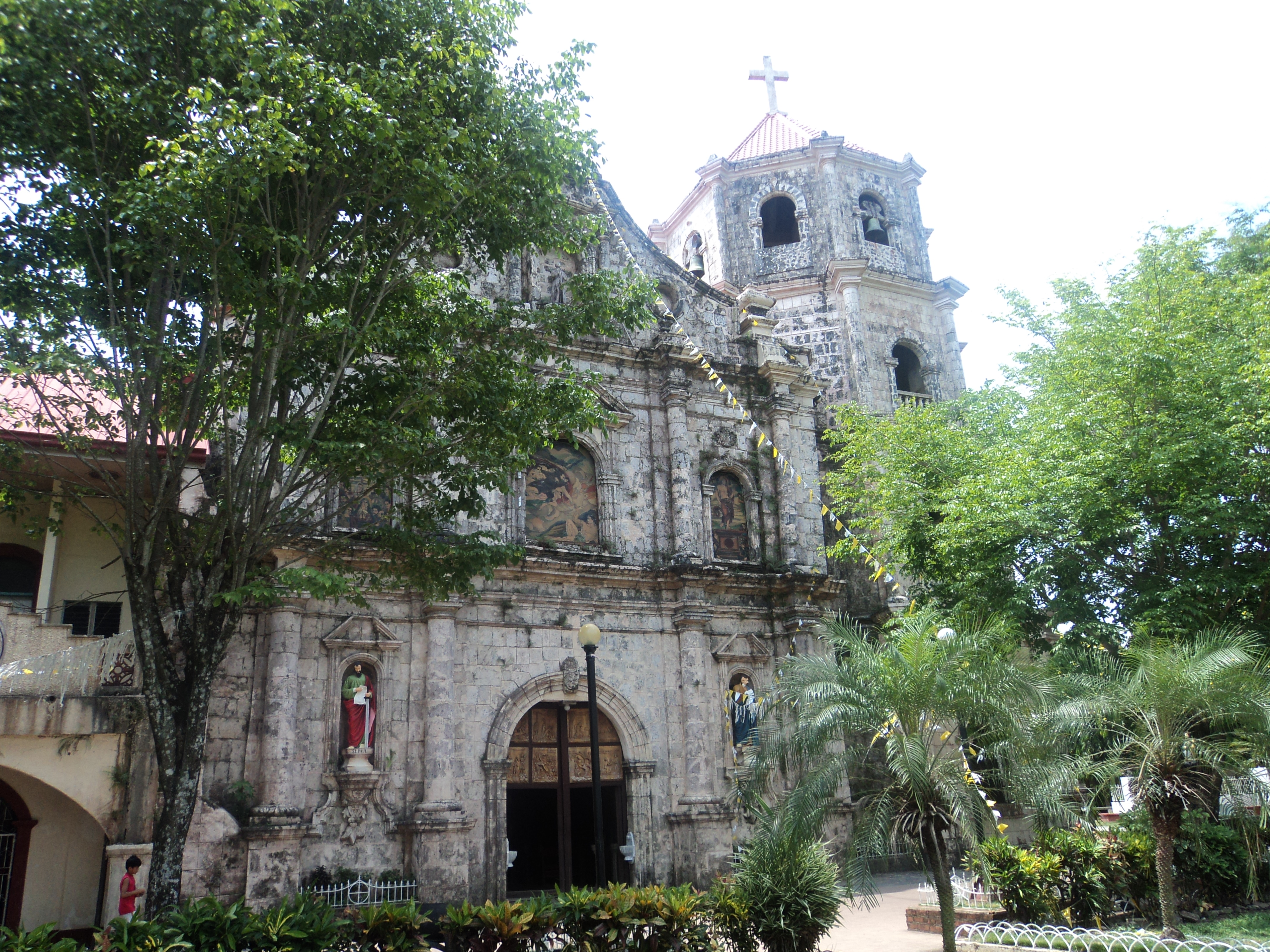

## Barangayer
Gumaca är indelat i 59 barangayer.
| - Adia Bitaog - Anonangin - Bagong Buhay (Pob.) - Bamban - Bantad - Batong Dalig - Biga - Binambang - Buensuceso - Bungahan - Butaguin - Calumangin - Camohaguin - Casasahan Ibaba - Casasahan Ilaya - Cawayan - Gayagayaan - Gitnang Barrio - Hardinan - Inaclagan | - Inagbuhan Ilaya - Hagakhakin - Labnig - Laguna - Lagyo - Mabini (Pob.) - Mabunga - Malabtog - Manlayaan - Marcelo H. Del Pilar - Mataas Na Bundok - Maunlad (Pob.) - Pagsabangan - Panikihan - Peñafrancia (Pob.) - Pipisik (Pob.) - Progreso - Rizal (Pob.) - Rosario - San Agustin - San Diego Poblacion - San Diego | - San Isidro Kanluran - San Isidro Silangan - San Juan De Jesus - San Vicente - Sastre - Tabing Dagat (Pob.) - Tumayan - Villa Arcaya - Villa Bota - Villa Fuerte - Villa Mendoza - Villa Nava - Villa Padua - Villa Perez - Villa M. Principe - Villa Tañada - Villa Victoria |